# Super Mario Adventures
Super Mario Adventures Super Mario Adventures (SUPER MARIO ADVENTURES マリオの大冒険 Mario no daibōken
?) är en mangaserie i 12 avsnitt med Nintendos TV-spelshjälte Mario i huvudrollen. Serierna skrevs av Kentaro Takekuma och för teckningarna svarade Charlie Nozawa, mer känd som Tamakichi Sakura. Originalpubliceringen skedde i amerikanska Nintendo Power under 1992.
I Sverige publicerades serien i Nintendo-Magasinet under 1993–1994, men avbröts innan den publicerats i sin helhet, då tidningen lades ner. Totalt kom tio av de tolv episoderna att publiceras på svenska. 